# Empodium veratrifolium
Empodium veratrifolium är en enhjärtbladig växtart som först beskrevs av Carl Ludwig von Willdenow, och fick sitt nu gällande namn av M.F.Thomps. Empodium veratrifolium ingår i släktet Empodium och familjen Hypoxidaceae. Inga underarter finns listade i Catalogue of Life.